# 岩岡誠也
岩岡 誠也（いわおか せいや 1996年3月4日 - ）は、日本の俳優である。
千葉県出身。ホリプロ・インプルーブメント・アカデミー所属。血液型O型。

## 人物
- 特技は野球、サッカー、剣道

## 出演

### CM
- ハウスみのり組（2003年）
- 裁判員制度（2006年）
- パナソニック セットトップボックス 母・息子編（2009年）

### テレビドラマ
- 超星艦隊セイザーX（2005年10月、テレビ東京）
- 純情きらり（2006年7月、NHK）
- チャレンジド（2009年10月、NHK）日下部一哉 役
- 仮面ライダーフォーゼ（2011年9月、テレビ朝日）

### バラエティ
- よゐこのKIDSぱらだいす!（2005年、キッズステーション）

### 映画
- オボエテイル 前世の記憶（2005年）斉藤純一（幼少） 役

### WEBシネマ
- 髪からはじまる物語（2005年3月、コーセーサロンスタイル）